# Stift Wimpfen
Das Stift Wimpfen war ein Ritterstift in Bad Wimpfen im Landkreis Heilbronn im nördlichen Baden-Württemberg. Das Stift wurde spätestens im 10. Jahrhundert gegründet, aufgehoben wurde es durch den Reichsdeputationshauptschluss von 1803. Das bedeutendste und in Teilen auch älteste vom Stift erhaltene Bauwerk ist die Stiftskirche St. Peter, deren Westwerk im 11. Jahrhundert entstand. Mit dem Stift verbunden ist das Marktrecht von 965, auf das der heutige Wimpfener Talmarkt zurückgeht. Die frühe Bedeutung des Stifts als Versammlungsort, das alte Marktrecht und die Lage an uralten Fernwegen trugen vermutlich auch zur Standortwahl für die um 1200 oberhalb der Talsiedlung entstandene Pfalz Wimpfen bei.

## Geschichte

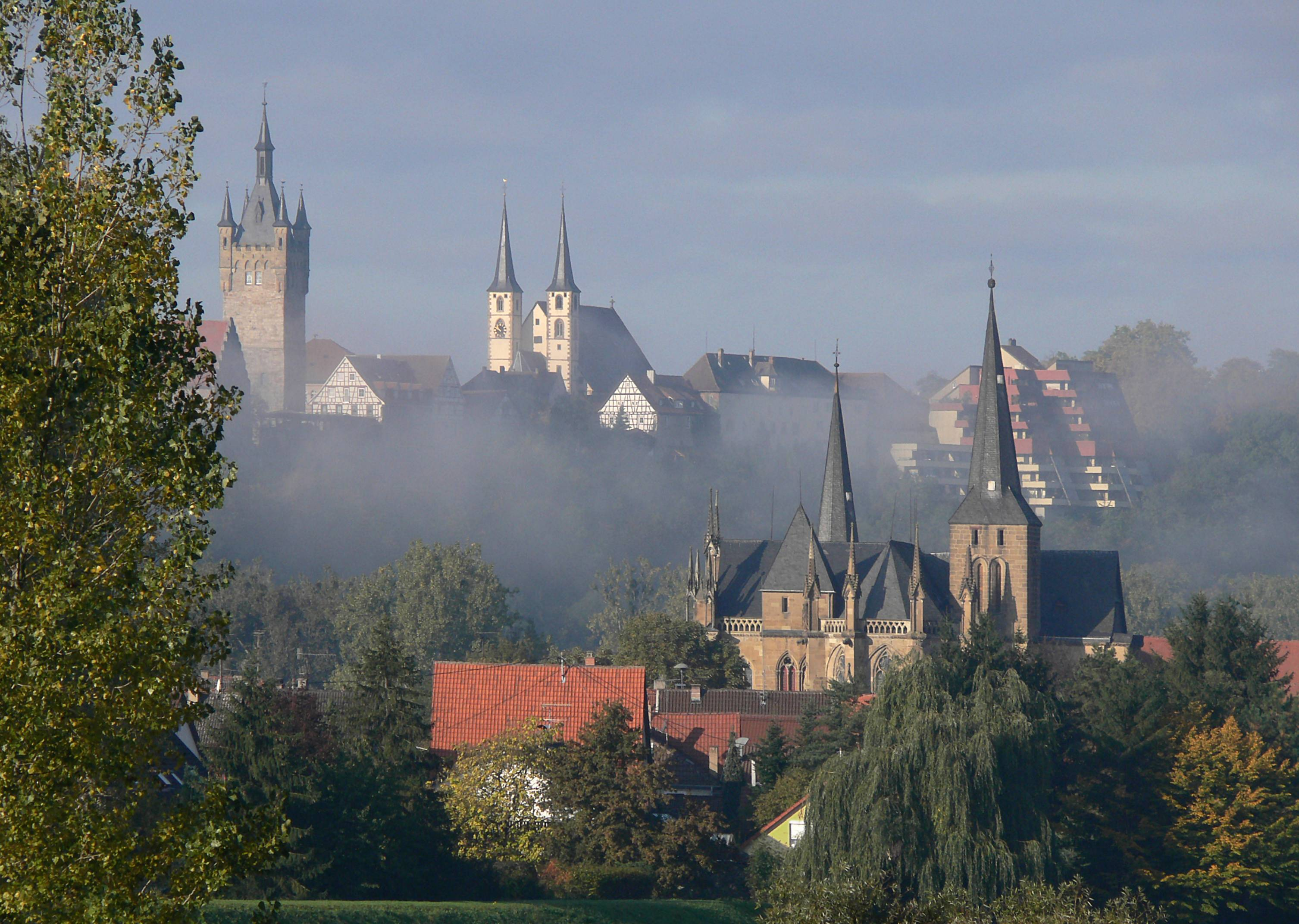
Die Stiftskirche St. Peter ist der Mittelpunkt und das bedeutendste Gebäude des ehemaligen Stifts in der Wimpfener Talstadt. Im Hintergrund die aus der Pfalz Wimpfen hervorgegangene Bergstadt.

Das Stift wurde eventuell bereits im 9. Jahrhundert, spätestens jedoch im 10. Jahrhundert gegründet. Es zählte zum Bistum Worms und lag in dessen östlichstem Einflussbereich. Der Propst des Wimpfener Stifts hatte als einer von vier Archidiakonen des Bistums die Aufsicht über die Kirchengüter im Elsenzgau und im Gartachgau. Propst und Dekan wurden von den zwölf Chorherren gewählt. Im Lauf der Zeit verlor das Amt des Propstes an Bedeutung und wurde ab 1604 nicht mehr besetzt, weshalb dem Stift der jeweilige Dekan vorstand.
Ausgestattet war das Stift mit Gütern, Gebäuden, Gefällen und Kirchenpatronaten in der Wimpfener Talstadt und den umliegenden Orten, außerdem mit dem Fischrecht im Neckar, mit dem Recht auf Fährbetrieb auf dem Fluss sowie ab 965 mit dem Marktrecht, auf das der heutige Wimpfener Talmarkt zurückgeht. Das Stift war nie kulturelles oder geistiges Zentrum, gleichwohl dürfte die frühe Bedeutung als wormsisches Verwaltungszentrum und die Lage an alten Fernwegen um 1200 zur Gründung der oberhalb des Stifts gelegenen Pfalz Wimpfen durch die Staufer beigetragen haben.
Ab dem hohen Mittelalter entstammten die meisten Kanoniker des Stifts der Ritterschaft. Durch die Überzahl dieser nur mit niederen Weihen ausgestatteten Personen wandelte sich der Charakter des Stifts von einer klosterähnlichen Einrichtung hin zu einem Gefüge zur Versorgung nichtbegüterter Ritter. Die Chorherren lebten nicht mehr gemeinsam innerhalb der Kernanlage, sondern bezogen getrennte Häuser in der Wimpfener Talstadt. Mit der Stiftsreform von 1268/69 wurden zur Verrichtung der liturgischen Handlungen nichtadelige Priester im Stift als Chorvikare zugelassen. Diese bezogen zunächst die klosterähnlichen Gebäude um die zu jener Zeit erneuerte Stiftskirche, später ebenfalls eigene Häuser außerhalb des Stifts. Im späten Mittelalter gab es 38 geistliche Stellen, davon 12 Kanonikerpfründe, von denen wiederum zwei seit 1386 mit Professoren der Universität Heidelberg besetzt waren, sechs den Chorherren gleichgestellte Inhaber der so genannten Sechserpfründe sowie 20 Chorvikare.
Die Vogtei über das Stift, die ursprünglich beim Bistum Worms lag, kam im 13. Jahrhundert an das Reich, 1386 an die Kurpfalz und 1504 an Württemberg, wobei das Stift jeweils reichsunmittelbar blieb. 1593 bis 1604 amtierte der spätere Wormser Fürstbischof Wilhelm von Efferen als Stiftsdekan. Bei seiner Wahl zum Bischof legte er das Amt nieder. 
Das Ende des Stifts kam mit der Neuordnung des deutschen Südwestens infolge der napoleonischen Kriege um 1800. Während der erste Verteilungsplan der Reichsdeputation im August 1802 noch vorsah, dass das Ritterstift an das Fürstentum Leiningen fallen solle, erhob der badische Markgraf Karl Friedrich im September 1802 ebenfalls Ansprüche. Die Landgrafschaft Hessen-Darmstadt besetzte jedoch am 14. November 1802 das Stift und einigte sich im April 1803 mit Baden über den Verbleib bei Hessen. Die Stiftsgebäude wurden sukzessive verkauft, prägen aber bis in die Gegenwart das Erscheinungsbild von Wimpfen im Tal, so dass die Gesamtanlage inzwischen als Kulturdenkmal unter Denkmalschutz steht.
Von 1947 bis 2004 nutzen die aus dem Kloster Grüssau in Niederschlesien nach dem Zweiten Weltkrieg vertriebenen Mönche unter der Bezeichnung Abtei Grüssau einige Gebäude der Anlage.

## Erhaltene Gebäude

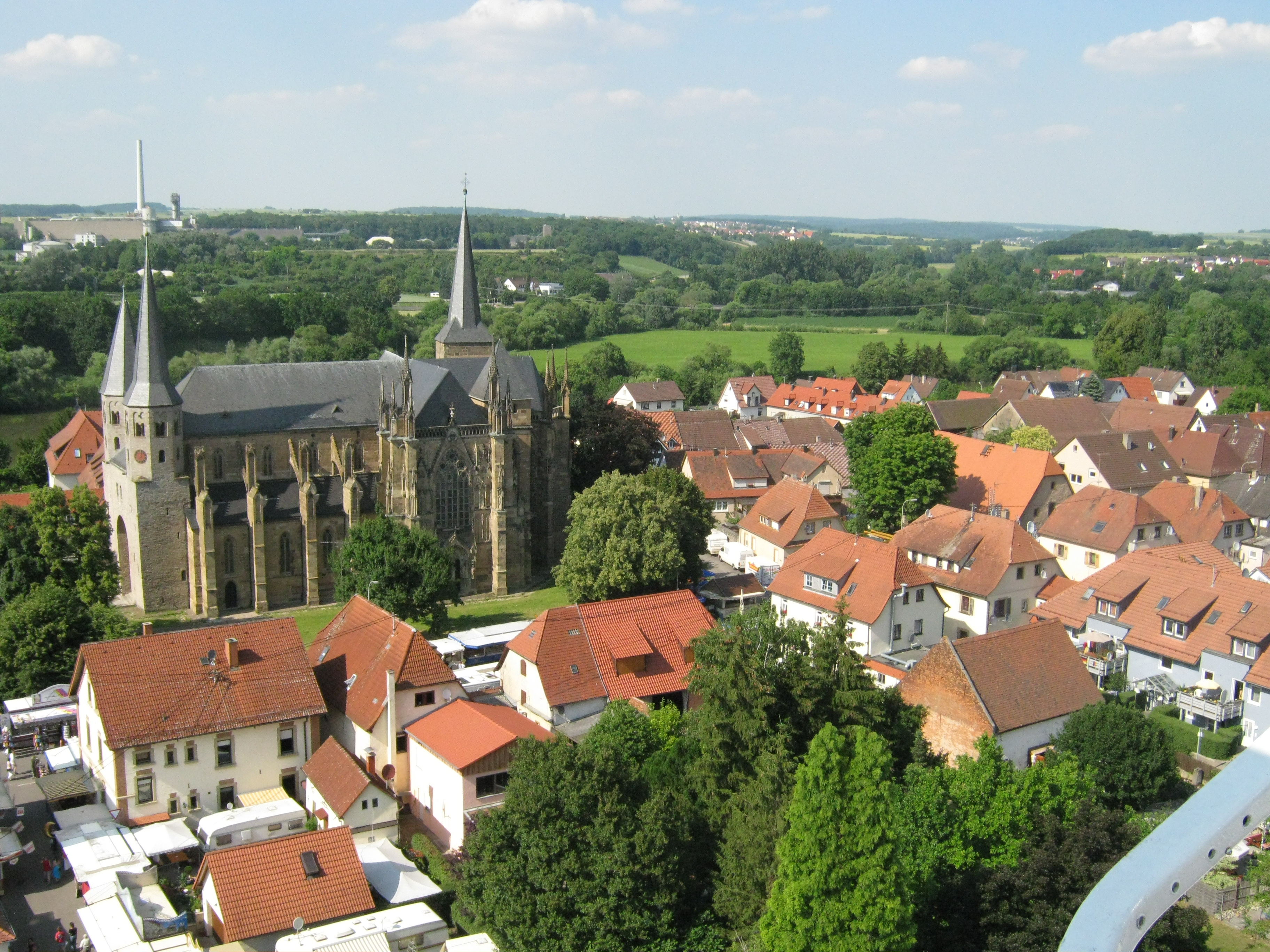
Die meisten Gebäude um die Stiftskirche haben einst zum Stift Wimpfen gehört. Im Vordergrund der Bereich Corneliastraße, rechts neben der Kirche der Bereich Stiftsgasse.

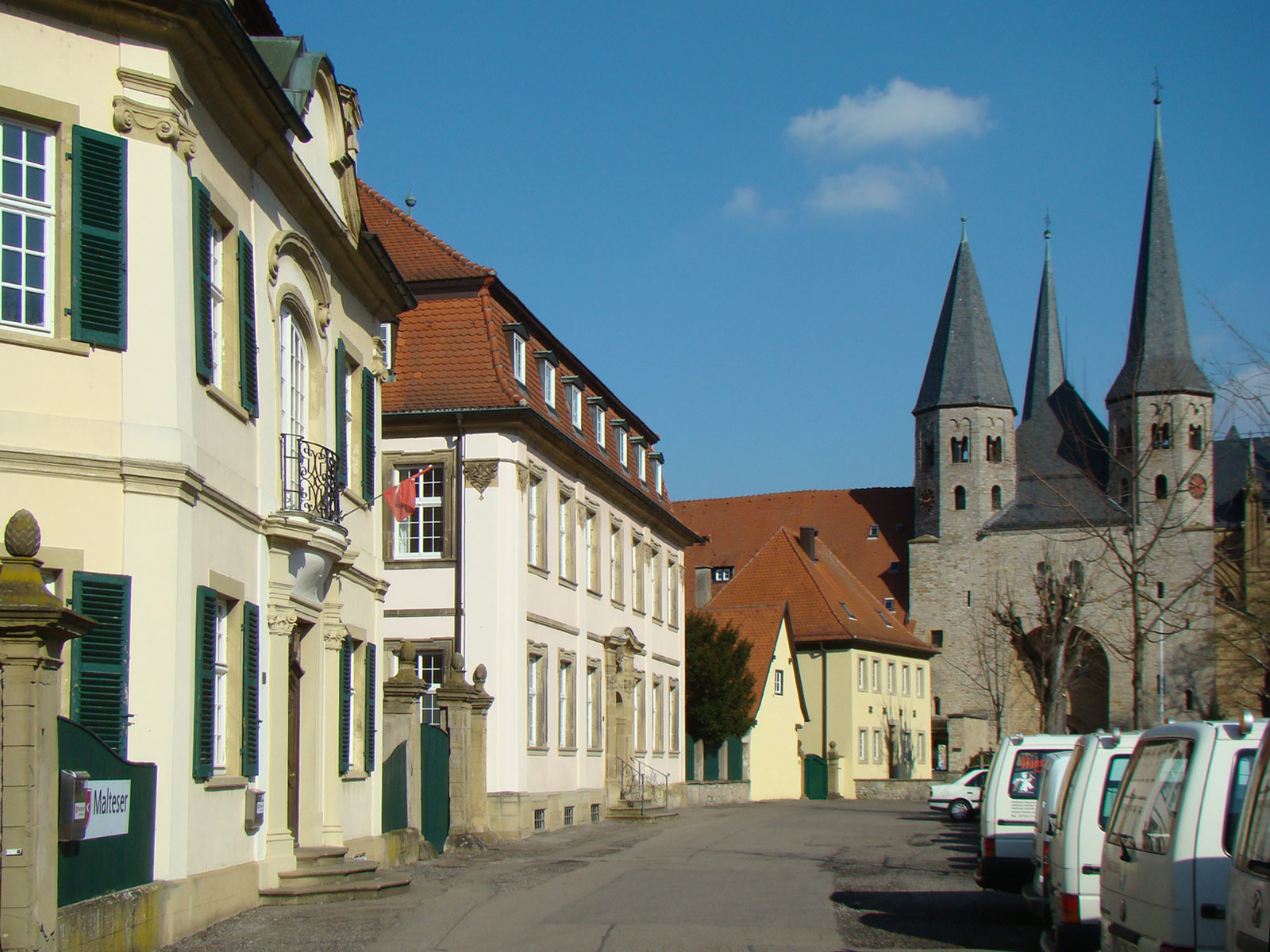
Am Lindenplatz liegen das Kustodiengebäude, die Dechanei und das Mesneranwesen vor dem Westwerk der Stiftskirche

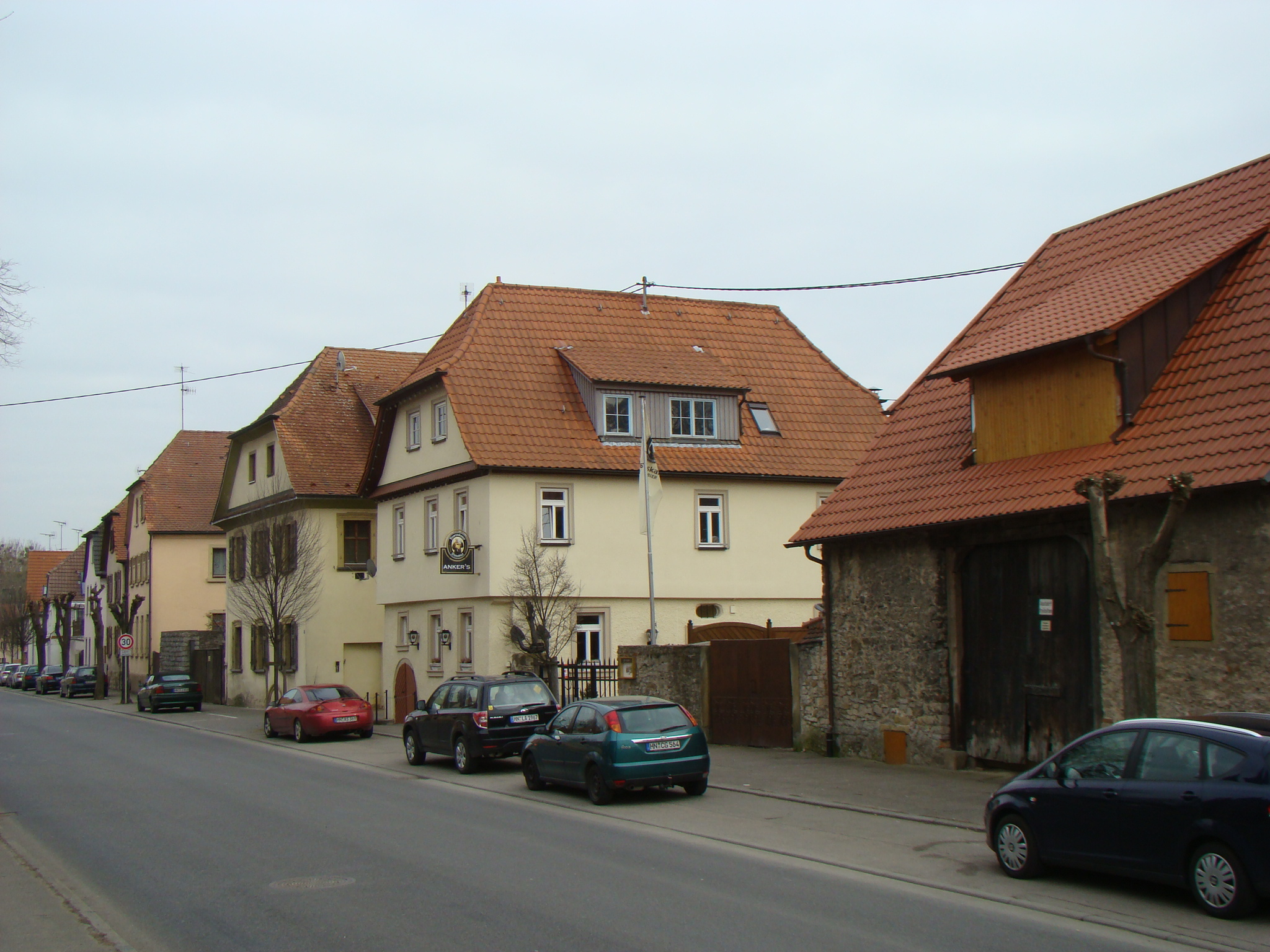
Ehemalige Stiftsgebäude längs der Corneliastraße

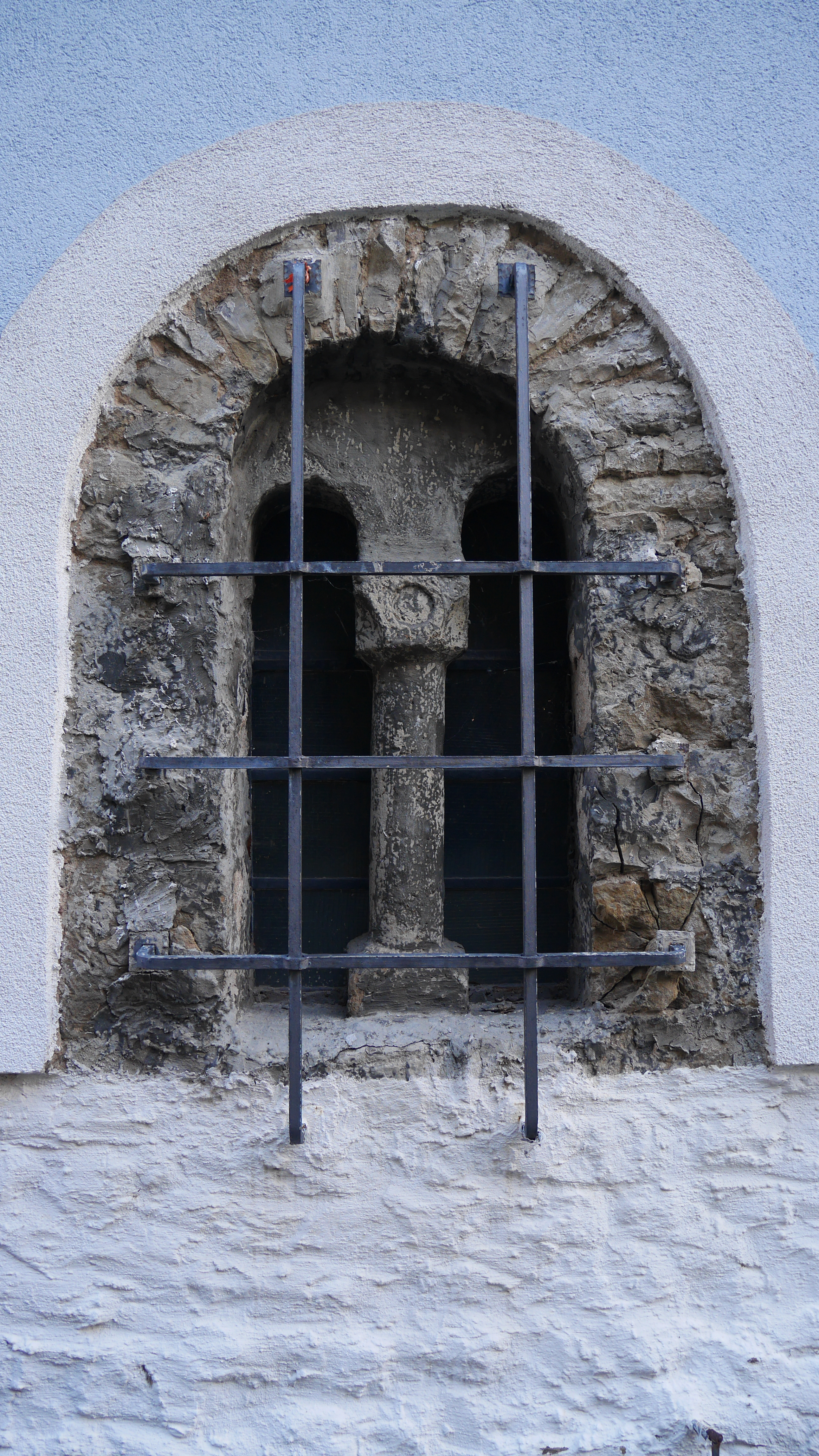
Corneliastraße 17 Fenster-Biforium ehem. Stiftskeller 13. Jh

Der Stiftsbezirk umfasste fast die gesamte westliche Wimpfener Talstadt. Zu den Baulichkeiten zählten neben der Stiftskirche mit ihren einen Kreuzgang bildenden Nebengebäuden vor allem die repräsentativen Gebäude der Kustodie und der Dechanei am Lindenplatz, vier Vikar-Anwesen und zahlreiche sonstige Wohnhäuser mit eigenen Scheunen und Stallungen sowie verschiedene Wirtschaftsgebäude wie Scheunen, Kelter und Küferei. Die ummauerte Talstadt mit dem Stiftsbezirk steht als Gesamtanlage nach § 19 DSchG unter Denkmalschutz. Die meisten der erhaltenen und in Zusammenhang mit dem Stift stehenden Einzelbauten genießen darüber hinaus auch als Einzeldenkmale besonderen Schutz.
Von den einst zum Stift gehörigen Gebäuden sind erhalten:
| Adresse            | Bezeichnung                                                                        | Bild |
| ------------------ | ---------------------------------------------------------------------------------- | ---- |
| Lindenplatz 3      | ehem. Vikar-Anwesen                                                                |      |
| Lindenplatz 4      | ehem. Kustodie                                                                     |      |
| Lindenplatz 5      | ehem. Dechanei                                                                     |      |
| Lindenplatz 7      | ehem. Ritterstiftskirche mit Konvent, Kreuzgang und Klostergarten                  |      |
| Lindenplatz 7      | ehem. Mesner-Anwesen                                                               |      |
| Corneliastraße 14  | Scheune, gehörte zum Vikar-Anwesen Corneliastraße 18                               |      |
| Corneliastraße 17  | einstige Stiftskellerei                                                            |      |
| Corneliastraße 18  | ehem. Vikar-Anwesen, verm. Wohnsitz des letzten Siftsgeistlichen bis 1827          |      |
| Corneliastraße 20  | ehem. Chorherrenhaus                                                               |      |
| Corneliastraße 21  | ehem. Stiftskelter                                                                 |      |
| Corneliastraße 26  | ehem. Chorherrenhaus                                                               |      |
| Corneliastraße 27  | ehem. Präsenzmeisterhaus                                                           |      |
| Corneliastraße 28  | ehem. Chorherrenhaus                                                               |      |
| Stiftsgasse 4      | ehem. Kornmesser-Anwesen                                                           |      |
| Stiftsgasse 5, 7   | ehem. Stiftsküferei, so genanntes Metternichhaus                                   |      |
| Stiftsgasse 12     | ehem. Güterbeständer-Anwesen                                                       |      |
| Stiftsgasse 14, 16 | Scheune und Wohnhaus unter Verwendung von Teilen der ehem. Zehntscheune des Stifts |      |